# Rökberget
Rökberget är ett naturreservat i Strömsunds kommun i Jämtlands län.
Området är naturskyddat sedan 2015 och är 180 hektar stort. Reservatet omfattar Sör-Rökberget, Sör-Rökbergmyren och mark nordväst om dessa. Reservatet består av gammal granskog